# Muertos y enterrados
 Muertos y enterrados es una película de terror dirigida por Gary Sherman en 1981.

## Argumento
En un pequeño pueblo aparecen muertas varias personas, todas ellas forasteras, y el comisario del pueblo empieza a investigar.